# Desmodium salicifolium
Espèce
Synonymes
- Desmodium diversifolium (Poir.) DC.[1]
- Desmodium oxybracteum DC.[1]
- Desmodium paleaceum Guill. & Perr.[1]
- Desmodium salicifolium var. salicifolium[1]
- Hedysarum diversifolium Poir.[1]
- Hedysarum madagascariense var. lanceolata Desv.[1]
- Hedysarum salicifolium Poir.[1]

Desmodium salicifolium est une espèce de plantes à fleurs de la famille des Fabaceae et du genre Desmodium, présente en Afrique tropicale.

## Liste des variétés
Selon Catalogue of Life (3 juin 2020) :
- Desmodium salicifolium var. salicifolium

Selon Tropicos (3 juin 2020) (Attention liste brute contenant possiblement des synonymes) :
- Desmodium salicifolium var. densiflorum Schubert
- Desmodium salicifolium var. salicifolium